# Lambik Plastiek
Lambik plastiek is een stripverhaal uit de reeks van Suske en Wiske. Het is geschreven door Peter Van Gucht en getekend door Luc Morjaeu. Het kwam uit als 347ste album in de Vierkleurenreeks op 13 maart 2019.

## Personages
- Suske, Wiske, Lambik, Jerom, tante Sidonia, professor Barabas, Pol en Polly Iproppileen, werknemers P&P Plastics, Bertrand, walvis, Lambiks grijze hersencellen, Jaap Klinker, vrachtwagenchauffeur, poortwachter Charlie, stuurman, matroos

## Locaties
- Begraafplaats, het strand, huis en laboratorium van professor Barabas, Lambiks hoofd, restaurant, kasteel en fabriek van Polly, Lambiks huis, de haven, schip van professor Barabas (de Planetsaver), Atlantische Oceaan, de IJzeren Schelvis, politiekantoor, van plastic geworden deel van de oceaan, tuin van tante Sidonia

## Uitvindingen
- Bestuurbare slangrobot, plasticvreter, anti-vervuilende brandstof "van eigen makelij", plasticmaker, prototypen van plastic vervoermiddelen, de IJzeren Schelvis,[1] de gyronef

## Verhaal
Polly is erg verdrietig op de begrafenis van haar geliefde Pol vlak na het faillissement van hun P&P Plastics. Suske, Wiske, Lambik, Jerom, tante Sidonia en professor Barabas zijn op het strand. Ze redden een walvis die doodziek is aangespoeld op het strand. Het dier had plastic afval gegeten. Lambik en professor Barabas besluiten daarop om een oplossing te zoeken voor de plastic soep in de oceanen. Professor Barabas ontwerpt een nanorobot en Lambik brengt het nieuws in de krant terwijl Professor Barabas met hem heeft afgesproken dat dit geheim moet blijven tot de nanorobot af was. Professor Barabas is woedend en Lambik gaat boos weg. Polly Ettileen wil de uitvinding van de professor stelen en de werking ervan omkeren, zodat ze de hele wereld in plastic kan veranderen. Ze lokt Lambik in de val om de plannen van professor Barabas in handen te krijgen. Professor Barabas heeft inmiddels de overheid als investeerder gekregen en wil de plasticsoep in de Atlantische Oceaan gaan opruimen. Suske en Wiske gaan op zoek naar Lambik en Jerom vertelt hen dat hij niet thuis is gekomen. Ze ontdekken dat zijn laatste telefoontje met P&P Plastic was en gaan naar de locatie van dat bedrijf. Ze worden weggestuurd door Bertrand, maar vertrouwen het niet. Inmiddels heeft Lambik door dat de uitvinding van professor Barabas wordt misbruikt om juist plastic te maken. Polly wil haar middel in de tank van het schip van professor Barabas stoppen.
Suske en Wiske dringen bij P&P Plastic binnen, maar Polly bedwelmd hen. Ze worden bij Lambik opgesloten, maar het lukt de volgende dag om te ontsnappen. Met plastic vervoersmiddelen ontsnappen ze van de locatie en gaan naar het laboratorium van professor Barabas. Het lukt niet om de professor te bereiken en de kinderen besluiten met de IJzeren Schelvis achter hem aan te gaan. Inmiddels doet een werknemer van professor Barabas aangifte bij de politie, iemand heeft hem geboeid en is in zijn plek op de Planetsaver gegaan. Ook de politie krijgt geen contact met professor Barabas. Inmiddels herinnert Jerom zich de naam die Lambik zei en hij gaat samen met tante Sidonia naar P&P Plastic. Ze worden echter in onbreekbaar plasticfolie gestopt door Polly. Polly komt erachter dat de vrienden in de IJzeren Schelvis achter de Planetsaver aan zijn en ze vertrekt zelf met een jet. Een geheimzinnige figuur achtervolgt haar in een andere jet. 
Bemanning bij de Planetsaver merkt een vreemde vlek op het schip op. Professor Barabas gaat op onderzoek en ontdekt sabotage. De handlanger van Polly neemt hem dan gevangen en hij ontdekt dat er plasticmakers in de tank zitten. Het lukt de professor de man te overmeesteren, maar de boot verandert dan langzaam in plastic. Professor Barabas en de bemanning trekken plastic kleding aan, zodat ze zelf niet plastificeren. De IJzeren Schelvis wil boven water komen, maar stoot tegen een plastic laag in het water. Ook de IJzeren Schelvis verandert dan langzaam in plastic. In hun duikpakken kunnen Suske, Wiske en Lambik ontsnappen. Polly probeert hen te stoppen, maar dit mislukt. Professor Barabas zet dan zijn superplasticvreters in en Lambik riskeert zijn leven als hij dit mengsel in de tank stopt. Hij wordt door de geheimzinnige figuur gered en langzaam wordt het plastic vernietigd door de superplasticvreters. De vrienden komen dan in open water terecht, want al het plastic smelt als sneeuw voor de zon. De walvis die op het strand door hen werd gered, komt hen dan te hulp. Polly is woedend dat haar plan is mislukt en probeert de vrienden en de walvis te doden. Jerom kan dit voorkomen en dan onthult de geheimzinnige figuur zijn identiteit. Het blijkt Pol te zijn, hij had zijn dood in scène gezet.
Pol besefte dat ze niet goed bezig waren en liet zelf zijn bedrijf failliet gaan. Hij wilde scheiden toen Polly steeds vreemder ging doen, maar was bang voor een vechtscheiding. Daarom deed hij alsof hij dood was, maar hij schrok van haar reactie na zijn begrafenis. Polly en Pol maken het weer goed en de vrienden worden in de gyronef naar huis gebracht.

## Trivia
- De naam Polly Ettileen is een verbastering van polyethyleen, de wetenschappelijke naam voor een bepaald soort plastic.